# Vovciîk, Lubnî
Vovciîk (în ucraineană Вовчик) este localitatea de reședință a comunei Vovciîk din raionul Lubnî, regiunea Poltava, Ucraina.

## Demografie
Componența lingvistică a localității Vovciîk
     Ucraineană (97,1%)
     Rusă (1,68%)
     Alte limbi (1,21%)
Conform recensământului din 2001, majoritatea populației localității Vovciîk era vorbitoare de ucraineană (97,1%), existând în minoritate și vorbitori de rusă (1,68%).